# مركز صيد زرالدة
مركز صيد زرالدة هو مؤسسة جزائرية عامة للبحث العلمي والتكنولوجي تقع في غابة زرالدة في بلدية زرالدة في الجزائر.

## التاريخ

### تأسيس

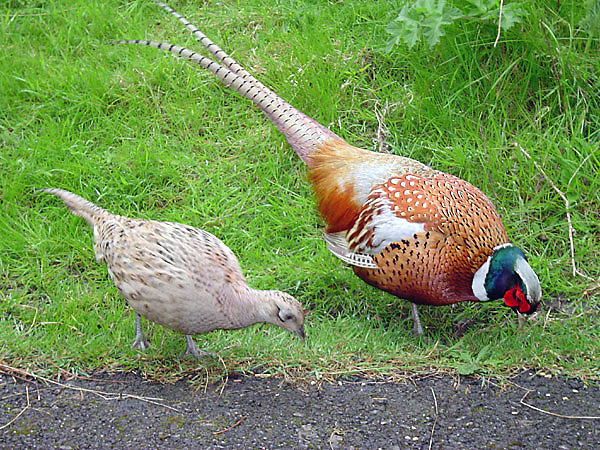
تدرج مألوف.

تعود فكرة إنشاء محمية صيد بالقرب من الجزائر العاصمة إلى الستينيات كجزء من التنمية الريفية والبيئية. في 1969 اختيرت غابة زرالدة لإيواء هذه المنطقة المحمية. على مساحة 19 هكتار.

### تطور
حسب المرسوم 83-76 في 08 يناير 1983، إنشاء مركز للصيد في زرالدة، وتتمثل مهمته في الحفاظ على التنوع الحيوي وتوازن النظم البيئية واحترام البيئة، وزارة الزراعة والتنمية الريفية والمديرية العامة للغابات قامت في عام 2012 بإنشاء جزء مخصص للأيل البربري، يرأسها مركز الصيد في زرالدة.، وان أنواع الطرائد الرئيسية المنتجة حاليًا هي الدراج الشائع، الحجل البربري، الحجل الشقر والسمان الياباني.

## الموقع
يقع مركز الصيد في الزرالدة على بعد 30 كيلومترًا غرب الجزائر العاصمة، و 50 كم شرق تيبازة 2 كم عن البحر الأبيض المتوسط، تقع جنوب غابة زرالدة في متيجة.